# Park Ju-sung
Park Ju-sung ((박주성?, 朴柱成?); Jinhae, 20 febbraio 1984) è un calciatore sudcoreano, difensore del Daejeon Citizen.